# 達維列齊 (日托米爾區)
50°8′2″N 28°38′4″E / 50.13389°N 28.63444°E
達維列齊（烏克蘭語：Двірець），是烏克蘭北部的村莊，隸屬日托米爾州的日托米爾區。該村面積0.07平方公里，海拔高度231米，2001年人口534，人口密度每平方公里7,970.15人。